# Ammortamento a rate posticipate
L'ammortamento a rate posticipate viene così calcolato. Supponiamo che le rate siano equintervallate e indichiamo con {\displaystyle n} il numero di periodi previsti per l'ammortamento (di durata trimestrale, annuale ecc.) e con {\displaystyle i} il tasso uniperiodale relativo al periodo della rendita (annuale per durata annuale, trimestrale per durata trimestrale e così via).
Nell'ammortamento a rate posticipate i pagamenti delle rate avvengono alla fine di ciascun periodo.
Si osservi che {\displaystyle R_{0}=0} e {\displaystyle R_{k}=C_{k}+I_{k}}   per   k=1,2,…,n
Per l'attualizzazione delle rate deve essere soddisfatto il vincolo di equivalenza finanziaria:
{\displaystyle S=\sum _{k=1}^{n}R_{k}(1+i)^{-k}}
tutti gli importi sono valutati all'epoca t=0 in regime di interesse composto.
Il debito residuo è
{\displaystyle D_{k}=S-\sum _{j=1}^{k}C_{j}}
La quota interessi {\displaystyle I_{k}} è in proporzione al debito residuo presente all'inizio del periodo che è uguale al debito presente all'epoca {\displaystyle k-1}:
{\displaystyle I_{k}=D_{k-1}i}
Dalle equazioni precedenti otteniamo:
{\displaystyle D_{k}=D_{k-1}-C_{k}}
{\displaystyle I_{k}=iD_{k-1}}
{\displaystyle R_{k}=C_{k}+I_{k}}
Da queste otteniamo una relazione tra i debiti residui e le rate:
{\displaystyle D_{k}=D_{k-1}-C_{k}=D_{k-1}+I_{k}-R_{k}=D_{k-1}(1+i)-R_{k}}
Da cui
{\displaystyle R_{k}=D_{k-1}(1+i)-D_{k}}